# Remember the Time
«Remember the Time» (с англ. — «Вспомни то время») — песня американского автора-исполнителя Майкла Джексона, второй сингл из его восьмого студийного альбома Dangerous. Был выпущен на лейбле Epic Records 14 января 1992 года. Песня представляет собой ностальгическую композицию, в которой певец предлагает девушке вспомнить о тех временах, когда они любили друг друга. Сингл получил высокие оценки критиков.
Видеоклип в стилистике Древнего Египта был снят режиссёром Джоном Синглтоном. В ролике снялись: актёр Эдди Мёрфи, топ-модель Иман и баскетболист Мэджик Джонсон. Бюджет съёмок составил 2 млн долларов — «Remember the Time» попал в список самых дорогих музыкальных видеоклипов.
За песню Джексон получил статуэтки «American Music Awards» и «Soul Train Music Awards» в номинациях за лучший сингл в жанре ритм-н-блюза. Кроме того, в 1993 году композиция получила награду «BMI Awards» как одна из самых ротируемых и исполняемых песен года в жанре поп.

## История создания и особенности композиции
Набросок «Remember the Time» стал одним из первых треков, подготовленных продюсером Тедди Райли для нового альбома Майкла Джексона. «Это было именно то звучание, которое я хотел предложить для пластинки», — вспоминал Райли. Сначала певец и продюсер написали только припев, Джексон сразу же выразил желание его записать. Работая с другими артистами, звукорежиссёр Дэйв Уэй и Райли привыкли к тому, что припев записывается ими лишь однажды, и далее уже готовые вокальные партии перебрасываются в другие части песни. Однако, когда Уэй остановил запись после первого дубля, Джексон был очень удивлён таким подходом и попросил продолжить: он записал каждую партию от начала до конца.
«Remember the Time» — композиция умеренного темпа, выдержанная в жанрах нью-джек-свинга и ритм-н-блюза с элементами госпела, вокально музыкант использует джазовую манеру исполнения. Критики отмечали, что по своей стилистике песня была абсолютно «чернокожей», также, как и актёрский состав сопровождавшего её затем видеоклипа. Она представляет собой ностальгическую композицию, в которой певец предлагает девушке вспомнить о тех временах, когда они любили друг друга. Джексон посвятил песню Дайане Росс.

## Выпуск сингла и реакция критиков
«Remember the Time» была выпущена в качестве второго сингла из альбома Джексона Dangerous 14 января 1992 года, в продажу поступили компакт-диски, виниловые пластинки и компакт-кассеты. Композиция стала третьей в американском чарте Billboard Hot 100 и возглавила Hot R&B/Hip-Hop Songs, в британском хит-параде UK Singles Chart песня также заняла третью строчку. Композиция получила три платиновые сертификации в США и серебряную в Великобритании.
В журнале Rolling Stone вокал Джексона в «Remember the Time» назвали одним из лучших в карьере певца после 1980-х годов. Рецензенты Vibe отметили, что в 1990-х годах благодаря Джексону и Райли с их видением нью-джек-свинга ритм-н-блюз вступил на новый виток развития, и именно с этой песни всё и началось. Критик портала Allmusic назвал композицию одной из лучших в альбоме Джексона. «Remember the Time» попала в музыкальные списки журнала Complex, это «50 лучших ритм-н-блюз-песен 90-х» и «25 лучших песен в жанре нью-джек-свинга», кроме того песня вошла в список «100 лучших синглов 90-х» по версии Slant Magazine.

## Музыкальное видео

Кадр из видеоклипа Майкла Джексона «Remember the Time»

Режиссёром видеоклипа «Remember the Time» стал Джон Синглтон. Джексон сказал ему, что видео должно быть «настолько крутым, насколько это только возможно» и пригласил на съёмки Эдди Мерфи и баскетболиста Мэджика Джонсона. Режиссёр и певец задумали ролик в стилистике Древнего Египта, видеоклип позволяет зрителям вспомнить времена, когда Африка была центром власти и считалась колыбелью человечества. Критики отметили, что историки годами старались «выбелить» Древний Египет, заставить всех забыть о том, что его коренные жители были чернокожими. Голливуд посеял те же стереотипы, вопреки которым в ролике Джексона афроамериканцы исполнили роли в том числе королевских особ. Мерфи сыграл фараона, Джонсон — дворцового стражника, на роль царицы Джексон и Синглтон решили пригласить сомалийскую и американскую топ-модель Иман.
Отмечалось, что премьера «Remember the Time» совпала со всплеском циркулирующих мнений о бедности и бесправии чернокожих людей в США, очередным оправдательным приговором, вынесенным белому офицеру полиции за избиение афроамериканца и последовавшими беспорядками в Лос-Анджелесе. Певец и режиссёр занимались разработкой концепции и проводили кастинг несколько недель, сам съёмочный процесс занял меньше семи дней. Танец ставила хореограф Фатима Робинсон, она работала вместе с Джексоном в течение двух недель. Робинсон вспоминала, что их целью было создать техничную постановку из области хип-хопа: «Танец должен был быть египетским и в то же время уличным». Бюджет съёмок ролика составил 2 млн. долларов, «Remember the Time» вошёл в список самых дорогих музыкальных видеоклипов.
В начале ролика зритель видит фараона и его царицу, сидящих на тронах. Царица говорит о том, что ей скучно и требует развлечений. Фараон хлопает в ладоши, и стражник вызывает «человека-палочку» («stick-man») и глотателя огня Пайро («Pyro»). Настроение царицы не становится лучше: первого она приказывает бросить ко львам, другому — отрубить голову. Затем без предупреждения перед правителями предстаёт человек в чёрном плаще, он рассыпает на пол пыль и, провалившись в неё, исчезает. Из превратившейся в золото пыли появляется герой Джексона. Начинает звучать песня, музыкант предлагает царице вспомнить старую любовь, и, видя это, фараон отдаёт приказ поймать и казнить гостя — он убегает. Пока стражники ищут его по всему дворцу и городу, он оказывается в покоях царицы и целует её. После массового танца в проигрыше композиции, герой сталкивается в коридорах дворца с фараоном. Певец оказывается окружён стражниками, и в последний момент он неожиданно рассыпается в золотую пыль.

## Концертные выступления
В первый и единственный раз Джексон исполнил «Remember the Time» в 1993 году на церемонии вручения наград Soul Train Music Awards. Певец выступал, сидя на троне, поскольку накануне вывихнул лодыжку на репетиции. Певец готовился исполнить эту композицию на Dangerous World Tour, однако впоследствии решил исключить её из сет-листа. Гитаристка Дженнифер Баттен вспоминала, что танцоры были одеты в древнеегипетском стиле, и во время костюмированной репетиции с гардеробом возникли проблемы. Песня вошла в первоначальный сет-лист тура This Is It, опубликованный в марте 2009 года, турне не состоялось в связи со смертью певца.

## Список композиций синглов
- 7" (номер в каталоге Epic Records — 34-74200)[9]

| №  | Название            | Длительность |
| -- | ------------------- | ------------ |
| 1. | «Remember the Time» | 4:00         |

| №  | Название                                    | Длительность |
| -- | ------------------------------------------- | ------------ |
| 2. | «Black or White» (The Underground Club Mix) | 3:33         |

- 12" (номер в каталоге Epic Records — 49 74201)[9]

| №  | Название                                       | Длительность |
| -- | ---------------------------------------------- | ------------ |
| 1. | «Remember the Time» (Silky Soul 12" Mix)       | 7:05         |
| 2. | «Remember The Time» (E-Smoove's Late Nite Mix) | 7:20         |

| №  | Название                                    | Длительность |
| -- | ------------------------------------------- | ------------ |
| 3. | «Remember The Time» (Silky Dub)             | 6:17         |
| 4. | «Remember The Time» (Silky Dub)             | 6:17         |
| 5. | «Remember The Time» (12" Main Mix)          | 4:47         |
| 6. | «Black or White» (The Underground Club Mix) | 7:26         |

## Участники записи
- Майкл Джексон — слова, музыка, вокал, бэк-вокал, аранжировка вокала
- Тедди Райли[англ.] — слова, музыка, клавишные, синтезатор, аранжировка ритма, синтезаторов, запись, микширование
- Брюс Свиден[англ.], Дэйв Уэй — запись, микширование
- Уэйн Кобхэм — программирование

## Позиции в чартах и сертификации
| Чарт (1992)             | Высшая позиция |
| ----------------------- | -------------- |
| Австралия               | 6              |
| Австрия                 | 16             |
| Бельгия (Фландрия)      | 2              |
| Великобритания          | 3              |
| Ирландия                | 3              |
| Канада                  | 2              |
| Нидерланды              | 4              |
| Новая Зеландия          | 1              |
| Норвегия                | 10             |
| Польша                  | 2              |
| США (Hot 100)           | 3              |
| США (R&B/Hip-Hop Songs) | 1              |
| Франция                 | 5              |
| Швейцария               | 4              |
| Швеция                  | 8              |

| Страна               | Сертификат    |
| -------------------- | ------------- |
| Великобритания (BPI) | Серебряный    |
| США (RIAA)           | 3× Платиновый |

## Награды
| Год  | Награда                 | Номинированная работа | Категория                             | Результат | Источник |
| ---- | ----------------------- | --------------------- | ------------------------------------- | --------- | -------- |
| 1993 | American Music Awards   | Сингл                 | Лучший сингл в жанре соул/ритм-н-блюз | Победа    | [ 41 ]   |
| 1993 | Soul Train Music Awards | Сингл                 | Лучший ритм-н-блюз/соул сингл         | Победа    | [ 42 ]   |
| 1993 | BMI Awards              | Песня                 | Награда в категории «Поп»             | Победа    | [ 43 ]   |